# Stade Charles Tondreau
Stade Charles Tondreau je fotbalový stadion ve městě Mons ve valonské provincii Henegavsko v Belgii. Má kapacitu 12 662 míst (8 662 k sezení a 4 000 na stání). Osvětlení stadionu činí 1 600 luxů. Své domácí zápasy zde hraje klub RAEC Mons.